# Trolltider
Trolltider var SVT:s julkalender från 1979 och 1985, i regi av Christina Lagerson och efter ett originalmanus av Maria och Camilla Gripe. De många sångerna hade musik av Lasse Dahlberg och Björn Isfält och texter av Britt G. Hallqvist och Camilla Gripe.
Trolltider är en av titlarna i boken Tusen svenska klassiker (2009). 2023 års julkalender Trolltider – legenden om bergatrollet är en uppföljare på den här julkalendern.

## Handling
Julkalendern vävde in element från folktro i en berättelse om en grupp småtroll. Under trappan till människornas hus bor Vätten, som har fin utsikt över gläntan i skogen där småtrollen bor. Trollen är systrarna Tova och Kleva som så småningom byter namn till Daisy och Gloria, gubben Gorm som är Maktmästare i stubben och hans son Kotte. De tillhör alla ett småfolk som inte mäter mer än 12 centimeter i strumplästen. Högt uppe i skogen bor också fen Dorabella och häxan Mara.
När serien visades i repris 1985 åtföljdes den av ett segment där en trollkarl, spelad av folklivsforskaren Ebbe Schön, öppnar dagens lucka och berättar sagor där älvor, troll, vättar och andra väsen från svensk folktro spelar stora roller. Han pratade också om olika seder och bruk och vad de betytt och kommit från samt förklarade innebörden i ramsor och trollformler från det gamla bondesamhället.

## Rollista
- Eva Rydberg − Kleva alias Gloria
- Birgitta Andersson − Tova alias Daisy
- Ted Åström − Kotte
- Lena-Pia Bernhardsson − häxan Mara alias Dora / mamman i huset
- Siw Malmkvist − fen Dorabella alias Marabella
- Stig Järrel − maktmästare Gorm
- Håkan Serner − vätten
- Sigge Fürst − bergatrollet
- Pernilla Glaser − Ulrika, dottern i huset
- Roland Lindmark − pappan i huset
- Magnus Nyström – trollkarlen Marillo
- Kalle Rydberg − Lillungen[5]
- Mathias Gripe − minitroll[6]
- Hanna Zetterström − minitroll[7]

## Produktion

### Idé och bakgrund
Christina Lagerson hade tidigare regisserat en julkalender för SVT – Gumman som blev liten som en tesked från 1967; hon blev dock inte 1973 tillfrågad att regissera uppföljaren Teskedsgumman. Strax efteråt sa Lagerson upp sin fasta anställning på SVT och blev frilansare.
| ”                             | Vi ville göra något som kändes svenskt. Och eftersom vi tillbringar somrarna i de småländska skogarna är det John Bauers sagovärld som stått som inspiration. | „ |
| – Maria Gripe, Dagens Nyheter | |   |

Vintern 1978 fick Lagerson idén att göra en julkalender som skulle handla om troll, inspirerad av John Bauer. Det var också från början tänkt att Carl Zetterström skulle skriva manus till en saga med Gösta Ekman och Sven Lindberg i rollerna. Zetterström tackade dock nej på grund av tidsbrist. Lagerson tog då kontakt med Maria och Camilla Gripe för att skriva manus och senare Björn Isfält och Lasse Dahlberg för att skriva musik.
Lagerson har uttryckt att hon försökt göra familjeunderhållning snarare än en ren barnserie.

### Inspelning
Förberedelserna inför inspelningarna pågick mellan juni och augusti 1979. Serien spelades sedan in i studio under 40 dagars tid under hösten samma år. Produktionen hade en budget på 3,9 miljoner kronor.
Inför inspelningarna byggdes rekvisita upp i studion för att göra trollen 12 centimeter höga. Scenografin designades av Catti Åselius-Lidbeck och kostymerna av Eva Eellen, vilka båda tagit inspiration från John Bauer och Einar Norelius.
Efterproduktionen pågick fram till några dagar innan det sista avsnittet sändes den 24 december.

### Musik
Visor från kalendern, komponerade av Lasse Dahlberg och Björn Isfält, utkom i november 1979 på LP och MK på skivmärket Metronome. Camilla Gripe och Britt G. Hallqvist skrev vistexterna. Visorna återutgavs på CD 2001 på skivmärket Warner och finns även tillgängliga digitalt.
Ledmotivet "Trolltider" finns även med på skivan Gymnastiktider av Leif Larsson.
| Nr | Spår                                       | Medverkande                 | Längd |
| -- | ------------------------------------------ | --------------------------- | ----- |
| 1  | Trolltider                                 | L. Dahlberg                 | 1:16  |
| 2  | Vätte är man                               | C. Gripe                    | 1:25  |
| 3  | Pärlor och paljetter                       | B.G. Hallqvist, B. Isfält   | 1:39  |
| 4  | Lilla lykta, lys!                          | B.G. Hallqvist, C. Gripe    | 2:51  |
| 5  | Människorna tror inte på oss               | M. Gripe, C. Gripe          | 1:10  |
| 6  | I stubben                                  | M. Gripe, C. Gripe          | 0:46  |
| 7  | Maktmästare Gorm                           | C. Gripe                    | 1:32  |
| 8  | Katte och grodan                           | M. Gripe, C. Gripe          | 1:23  |
| 9  | Bergatrollet                               | M. Gripe, C. Gripe          | 1:35  |
| 10 | Pigga låten                                | B.G. Hallqvist, B. Isfält   | 0:56  |
| 11 | Kottes hjältevisa                          | B.G. Hallqvist, B. Isfält   | 1:34  |
| 12 | Bergatrollets vaggvisa                     | B.G. Hallqvist, B. Isfält   | 3:01  |
| 13 | Kommer månglans när jag sjunger            | B.G. Hallqvist, B. Isfält   | 1:22  |
| 14 | Smula sönder loppeben                      | C. Gripe, L. Dahlberg       | 0:55  |
| 15 | Maras matvisa                              | B.G. Hallqvist, L. Dahlberg | 2:36  |
| 16 | Fågelhjälpa                                | B.G. Hallqvist, B. Isfält   | 2:09  |
| 17 | Hallå i örat                               | M. Gripe, C. Gripe          | 1:40  |
| 18 | Jag är den flygande Mara                   | B.G. Hallqvist, L. Dahlberg | 1:41  |
| 19 | Förvandlingen                              | M. Gripe, C. Gripe          | 4:29  |
| 20 | Falska fens vaggvisa                       | B.G. Hallqvist, B. Isfält   | 1:58  |
| 21 | Firulist och firulara                      | B.G. Hallqvist, L. Dahlberg | 1:14  |
| 22 | Dorabellas godnattvisa för djuren i skogen | B.G. Hallqvist, L. Dahlberg | 2:25  |
| 23 | Trollfestvisa                              | C. Gripe, B. Isfält         | 1:31  |
| 24 | Trollerivisa                               | C. Gripe, L. Dahlberg       | 2:46  |
| 25 | Tjo för vinden                             | B.G. Hallqvist, L. Dahlberg | 1:52  |
| 26 | Knådarvisa                                 | B.G. Hallqvist, L. Dahlberg | 0:45  |
| 27 | Solbröd                                    | B.G. Hallqvist, B. Isfält   | 0:51  |
| 28 | Kottes solramsa                            | B.G. Hallqvist              | 0:33  |
| 29 | Solsången                                  | B.G. Hallqvist, B. Isfält   | 2:22  |

### Papperskalendern
1979 års papperskalender ritades av Måd Olsson-Wannefors och föreställer miljön hemma hos småtrollen.
1985 års papperskalender visar en trollskog och tecknades av Bengt Arne Runnerström. Papperskalenderns luckor och motiv sammanfaller inte direkt med julkalendern i TV utan snarare med det efterföljande programmet Trollkalendern, där Ebbe Schön berättar sagor ur gamla myter och nordisk mytologi.

## Distribution
Serien visades varje dag i TV2 från 1 december fram till julafton 1979, klockan 17:30 alla dagar och i repris klockan 19:00 på vardagar. 1985 visades serien i repris och åtföljdes av programmet Trollkalendern, där Ebbe Schön berättade om nordisk mytologi och gamla myter om gudar och troll. Serien visades även i Jullovsmorgon mellan 23 december 1994 – 20 januari 1995.
Serien finns utgiven på VHS och DVD av bland annat Pan Vision.
Sedan i 29 november 2014 finns serien tills vidare tillgänglig på Öppet arkiv.

### Avsnitt
1. Gläntan vaknar
2. Gula solar och svarta
3. Den flygande faran
4. Feer kan inte ljuga
5. Hemkomsten
6. Tjo för vinden!
7. En synlig, en osynlig
8. Draken Eldtungas hämnd
9. Förvandlingen
10. Människor har för mycket
11. Falska häxans skratt
12. Häck Väck Våt Fläck
13. Lucia, hår och stearin
14. Tjo för livet!
15. Trollsnuva och Vätteluva
16. Muller från berget
17. Viskande speglar
18. Firulist och Firulara
19. Hjältar och Hjältemod
20. Bergatrollet gångar sig att sova
21. Katastrofen
22. När trollen samlas
23. Trolleborgen
24. Stilla Natt[a][24][25]

## Mottagande

### Kritiker

#### 1979
Cecilia Hagen på Expressen beskrev serien som en riktig julkalender "med snö och tomtar och troll och saga och tradition och sång och musik och humör och humor". Hagen gillade seriens skådespelare och seriens längre format, med avsnitt på runt 20 minuter istället för tidigare års 10. Görel Söderberg på Svenska Dagbladet spådde att serien skulle bli en framgång, både bland barn och vuxna, med sina bra skådespelare, fina miljöer och "trollska" musik. Mats Forsberg på GT trodde att serien skulle bli en framgång för både barn och vuxna och hyllade dess persongalleri och fantasifulla rekvisita. KG Björkman på Aftonbladet gav serien högsta betyg på en tregradig skala och poängterade att hans döttrar också gillade serien.
Mest kritisk var Dagens Nyheters Kerstin Vinterhed, som tyckte serien hade något amatörmässigt över sig, med överskådespeleri, dåliga kulisser, ett förutsägbart manus och långsamt tempo. Vinterhed tillade dock att hennes barn gillade serien.
Serien mottog viss kritik från föräldrar som menade att serien var för läskig för deras barn. Kritiken bemöttes av Helena Sandblad, chef för TV2:s barnavdelning, psykologen Birgit Hellbom och barnpsykologen Ingela Haugstvedt som menade att det kan vara bra för barn att uppleva läskiga saker ibland och att barn inte bör titta på TV ensamma.
GT anordnade en barnpanel med 5-6 år gamla barn som gav serien ett övervägande positivt betyg. Rollfiguren Mara, som gjorde ett stort intryck på barnen i panelen, beskrevs där som dum men skojig. Överlag beskrevs serien som bra, rolig, skojig och det tillades att inga av barnen blev rädda av serien.
I Publik- och programforskningens "Betygstoppen" fick serien betyget 4,3 av 5.

#### 1985
Aftonbladet anordnade en barnpanel på sju barn mellan tre och elva år som såg det första avsnittet. Gemensamt utlåtande var då att det var bra, roligt och lite läskigt. Aftonbladet anordnade också en telefonlinje dit folk kunde ringa in och berätta vad de tyckte om serien. Efter första avsnittet fick telefonlinjen många samtal under två timmars tid, där det vanligaste omdömet var att serien var "jättebra" även om flera av de vuxna ansåg serien var för läskig för deras barn. De inringande fäste speciellt uppmärksamhet kring figurerna –  synnerhet fen och häxan som bland annat beskrevs som söta och "bäst". Serien beskrevs av de mer kritiska som tråkig, dålig och larvig.
Arbetet anordnade en barnpanel med åtta barn mellan sju och elva år som såg det första avsnittet. Barnen gav serien ett godkänt betyg och fastnade speciellt för häxan Mara som ansågs vara "toppen", "skojig", elak och hade ett läskigt skratt. Avsnittet beskrevs också som spännande men lite långsamt och med för få figurer. Trollkalendern däremot fick ett sämre betyg med "för många stenar". Arbetet anordnade också en telefonlinje dit folk kunde ringa in och berätta vad de tyckte om serien. Där tyckte de inringande bland annat att serien var bra, spännande, rolig, inte farlig och bättre än tidigare julkalendrar. De inringande hade också fattat tycke för rollfigurerna, i synnerhet häxan Mara och fen Dorabella.
GT anordnade en barnpanel bestående av fem barn mellan fem och sex år som såg de första tre avsnitten. Panelen beskrev serien som rolig och spännande och tyckte även att häxan Mara var dum.

### Tittarsiffror
1979 lät Sveriges Radio Publik- och programforskningen, PUB, mäta TV-tittandet under julen, och enligt deras mätningar tittade 82 procent av Sveriges befolkning en gång om dagen. Enligt dessa mätningar sågs Trolltider av "110 %" av befolkningen eftersom flera hushåll såg både den ordinarie sändningen och reprisen senare på kvällen. Serien blev också det mest sedda barnprogrammet under den perioden, där 73 procent av alla barn såg den ordinarie sändningen medan 41 procent såg på kvällsreprisen. I snitt sågs serien av drygt en halv miljon barn i åldrarna 9–14 år.
Avsnitt 17 sågs enligt Aftonbladet av totalt 1 557 600 tittare.

### Debatt
Efter visningen bad Maria Gripe TV2 om en utvärdering av produktionen. I en intervju i interntidningen Antennen menade Gripe att Sveriges Radio (och i synnerhet Per Lysander), istället för att inleda en konstruktiv debatt anklagade henne för att göra "nåt så dåligt som Trolltider" och att ingenting positivt fanns att säga om hennes insats. Detta fick Gripe att gå ut med att hon inte ville göra TV mer. Helena Sandblad menade att kritiken ändå hade en "positiv grundkänsla" och att "Per Lysanders hjälp behövdes för att få fram aspekter och jämförelser som annars är svåra att göra för oss som står mitt i maskineriet". Per Lysander ansåg själv han försökte föra en "principiell diskussion om svensk TV-produktion i största allmänhet", och menade att om Gripe tog illa upp så var det en sak mellan henne och TV2.

#### Vid reprisen 1985
Vid reprisen av serien 1985 väcktes reaktioner mot att Oden fanns bakom lucka 24 i årets papperskalender och att serien åtföljdes av programmet Trollkalendern, något som av kritiker uppfattades som satanistiskt och ockult.
Predikanten Linda Graaf-Bergling uppmanade föräldrar att inte köpa årets papperskalender och inte låta sina barn se serien i TV, eftersom serien innehöll "ockultism, djävlar, trollformler och mörkrets makter". Graaf-Bergling reste runt i Sverige och samlade in protestlistor mot serien. Pastor Bertil Gärtner menade "att på julafton sätta guden Oden under lucka 24 är en provokation och en drift med religionen" och ondgjorde sig över att det inte istället var Jesus bakom lucka 24. Vidare menade Gärtner att det var "likgiltigt och lättsinnigt mot dem som ansåg att julens budskap är Kristi födelse och inga avbilder av en fornnordisk gud".
I den kristna tidningen Dagen publicerades på ledarsidan: "Nordisk mytologi i stället för evangeliskt julbudskap ledsagar [barnen] på vandringen mot julen. Det här är inget annat än ett övergrepp." I ett debattinlägg i tidningen skrev pastor Kjell Sjönberg att Trolltider var en attack på Jesus och ett försök att ersätta Jesus med Oden. Några kristna föreningar lät trycka upp närmare 30 000 dekaler med budskapet "Stoppa trollkalendern NU!". Utöver detta gav vissa föreningar ut egna papperskalendrar, som exempelvis Ulricehamn där pingstkyrkan spelade upp sin egen alternativa julkalender i radio.
Torbjörn Freij från Baptistkyrkan i Sollentuna skapade en aktionsgrupp för att protestera mot att Trollkalendern sändes, där de bland annat samlade in namnunderskrifter och annonserade i tidningen med uppmaningar att skicka in protestbrev till TV2. Med överskottet skulle de också finansiera en stipendietävling om bästa TV-manus till en helt kristen julkalender. I initiativet engagerades bland annat Per-Ola Larsson, Jan Sparring, Mia Marianne och Per Filip.
Producent Lars Sjögren ansåg att kritikerna missuppfattat saken och skrev att "Gärtner tror att det är en propaganda för en ny ockultism; magstarkt. Det handlar det absolut inte om, utan vi gör ett kulturprogram för barn där vi berättar vår historia. Men de menar att det enda som får förekomma under lucka 24 är jesusbarnet. Det resonemanget skulle utesluta tomten på julafton vilken också är ett gammalt kulturväsen. Jag tror barn tar skada av de här berättelserna lika lite som de skulle ta skada av folksagor som Hans och Greta som grillas i ugnen. Ingen skulle protestera mot dem."
Folklivsforskare Ebbe Schön, som medverkade i researchen inför programmet Trollkalendern, menade att kritiken var starkt överdriven och att det inte alls rörde sig om en drift med religionen. "Vi tar upp sådant som folk berättade för barnen förr. Det är sagor och folktro. Och där finns ingen religionsfientlighet. Det finns för övrigt en moral i alla de här sagorna. Detta är delar av vår gamla kultur. Jag trodde den tiden var förbi när sådant här kunde väcka anstöt.
Sjögren menade också att det inte var "fråga om avgudadyrkan, utan det handlar om något som folk på allvar trodde på för ett par hundra år sedan och även långt senare". Han poängterade vidare att programmet var väl vetenskapligt underbyggt av Ebbe Schön och avvisade påståendet att besvärjelserna och trollformlerna i serien skulle vara satanistiska och ockultistiska. Medförfattare Camilla Gripe skrev en insändare i Expressen där hon ville reda ut några missförstånd. Bland annat tryckte hon på att huvudprogrammet Trolltider inte var samma program som tilläggsprogrammet Trollkalendern och att årets papperskalender snarare tillhörde och illustrerade just Trollkalendern. Hon tillade att serien var tänkt att vara "saga och lek" och poängterade att det inte stormades kring serien när den sändes 1979.
Även Maria Gripe var besviken på upplägget då papperskalendern och lucköppningen inte hade något med Trolltider att göra utan hängde ihop med det efterföljande programmet Trollkalendern istället. Gripe kritiserade också att programmet inte visades i repris utan bara sändes klockan 17:30, samt att avsnitten i serien som utspelar sig på advent det här året hamnade på fel datum. Helena Sandblad försvarade besluten med att lucköppningen vid originalsändningen 1979 inte fungerade så bra, och att det med separata lucköppningar i ett eget program lättare skulle gå att jämna ut Trolltiders varierande speltid, samt att kanalen inte hade råd att sända programmet mer än en gång om dagen.
TV2:s redaktion mottog också runt 4 000 brev och tusentals samtal i reaktion mot julkalendern, inklusive mycket hot och hat mot redaktionen. I breven riktades kritik mot att trollformerna som förekom i Trollkalendern skrämde barnen och att programmet var olämpligt att sända under advent. Enligt Helena Sandblad var hälften av breven talonger eller skrivna efter en mall. Sandblad konstaterade också att de aldrig tidigare mottagit så många brev för ett visst program och instämde med dem som skrivit och ringt in och tyckt att "inte hotas kristendomen av asatro på grund av detta".

## Betydelse och fortsättning
Den kostym som användes av Stig Järrel, som maktmästare Gorm, återanvändes senare av SVT. Den bars av Sven Melander när han spelade trollet Rulle i Nöjesmassakern.

### Eftermäle
Den 6 mars 1986 friades Trollkalendern i Radionämnden trots 20 anmälningar. Nämnden ansåg att vissa inslag visserligen kunde skrämma barn men såg ingen anledning till fällning. Nämnden pekade dessutom på att det inte står i avtalet med Sveriges Radio att Julkalendern har någon skyldighet att spegla det kristna budskapet.
Folklivsforskarna Carina Sjöholm och Susanne Zetterberg-Wollinger på Lunds universitet har beskrivit kritiken mot TV2:s barnredaktion som en organiserad kampanj som spred moralpanik och pekade på att de 10 000 breven var förvånande likartade samt att flera stavfel gick igen. Många av dem som skrev hade kristen förankring, vilket syntes i sättet de uttryckte sig på och att de ofta kompletterade brevet med bibelcitat. I synnerhet pekade Sjöholm och Zetterberg-Wollinger ut organisationerna Livets Ord, Förebedjare för Sverige, Rätt till liv i Borås och Salt och Ljus som drivande. Sjöholm och Zetterberg-Wollinger pekade också på ansvaret hos medierna, som de menade publicerade manipulativa bilder och tog närbilder av papperskalendern utanför sitt sammanhang.

### Uppföljning
I februari 1980 rapporterades det i media om att en långfilm på Trolltider övervägdes. Ted Åström uttalade sig och menade att han gärna skulle reprisera rollen som Kotte om han fick chansen.
Helena Sandblad nämnde i en intervju i november 1983 att ett projekt vid namn "Trollpraktika" hade inletts, med figurerna från Trolltider. I en intervju månaden efter nämnde Christina Lagerson en serie program under titeln "Nya Trolltider" som skulle handla om seder och bruk kring påsk. Maria och Camilla Gripe skulle skriva manus med Björn Isfält och Lasse Dahlberg som kompositörer. I en intervju i december 1985 beskrev Eva Rydberg planerna med "Trollpraktika" som intressanta och sa att hon gärna ville reprisera sin roll som Gloria. I december 1985 var manuset färdigskrivet, och 1986 övervägde TV2 fortfarande projektet.

### I andra medier
I samband med reprisen 1985 släpptes en bok med titeln Godispåsen som handlar om att människoflickan Ulrikas lördagsgodis försvinner. Boken skrevs av Maria Gripe och illustrerades av Harald Gripe. Boken återutgavs 2017 under titeln Trolltider.
År 1997 gjorde kompositören Lasse Dahlberg en scenversion av Trolltider för Kliv-teatern i Lidköping, en musikal och barnföreställning med delvis ny musik. Den har därefter spelats också på andra orter i Sverige.

## Anteckningar
1. ↑  Enligt seriens förtexter. SMDb och SVT Play anger lite annorlunda stavning av titlarna.